# バラノプス科
バラノプス科（バラノプスか、学名：Balanopaceae）は、双子葉植物の科で、バラノプス属 Balanops のみの6-9種からなる。
常緑木本で、フィジー、ニューカレドニア、オーストラリアのクイーンズランド州北部に分布する。花は単性花。雌花は無花被で単生する。雄花は雄蕊5-6本と鱗片状の花被1枚からなり尾状花序を作る。果実は核果。
新エングラー体系では単独のバラノプス目、クロンキスト体系では（見かけは似ているので）ブナ目に入れていた。APG分類体系ではキントラノオ目に入れる。